# Bulk Slash
Bulk Slash (バルク スラッシュ) est un jeu d'action en trois dimensions développé par CAProduction et édité par Hudson Soft, sorti exclusivement sur Sega Saturn au Japon le 11 juillet 1997.

## Système de jeu
Bulk Slash est un jeu de tir à la troisième personne, le joueur incarne Cress Dawley, un pilote de chasse qui lutte pour gagner la guerre contre Alois Gardona et son armée. Le personnage prend en main un mecha convertible, qui comprend des variations au niveau des armes selon la position du mecha. Les tirs et les sauts sont les commandes que le joueur peut utiliser via la forme humanoïde. Les déplacements se déroulent principalement dans les airs mais le mecha possède également une fonction pour rester au sol, afin d'éliminer un certain type d'ennemis. Un radar est d'ailleurs affiché à l'écran pour indiquer les positions ennemies. Le jeu se compose de sept niveaux, avec un boss à la fin de chaque niveau. Bulk Slash possède des dialogues numérisés et le scénario varie selon la performance du joueur.